# Luna Peak (Washington)
A Luna Peak a Picket-hegység legmagasabb, erősen csipkézett vonulata; a North Cascades Nemzeti Parkban található az Egyesült Államok Washington államában. 2,9 km hosszan haladja meg a 2000 m-es tengerszint feletti magasságot, legmagasabb pontja a Luna Peak csúcs, mely az Amerikai Egyesült Államok geológiai szolgálatának (U.S. Geological Survey) információs rendszere alapján 2477 m magas, azonban egyes internetes oldalakon 2533 m-nek jelzik.
A csúcsot először Bill Cox és Will F. Thompson mászta meg 1938. szeptember elején. Az északi, valamint a keleti oldala meredek és megkapó szépségű, a hegymászók körében azonban nem túl népszerű. Leggyakrabban a Ross Lake és a Big Beaver Creek felől, a délnyugati gerincen közelítik meg a csúcsot, ami kitartó túrázást igényel, ráadásul állandó ösvény híján gyakran kell utat keresni, az utolsó szakaszon pedig laza kőzeten kell mászni, továbbá egyes helyeken kötél is szükséges.

## Fordítás
Ez a szócikk részben vagy egészben  a   Luna Peak (Washington) című angol Wikipédia-szócikk ezen változatának fordításán alapul.  Az eredeti cikk szerkesztőit annak laptörténete sorolja fel. Ez a jelzés csupán a megfogalmazás eredetét és a szerzői jogokat jelzi, nem szolgál a cikkben szereplő információk forrásmegjelöléseként.